# شهرستان پوهاتان (ویرجینیا)
شهرستان پوهاتان، ویرجینیا (به انگلیسی: Powhatan County, Virginia) یک سکونتگاه مسکونی در ایالات متحده آمریکا است که در ویرجینیا واقع شده‌است.

## خصوصیات
شهرستان پوهاتان ۶۷۸٫۵۸ کیلومترمربع مساحت دارد.